# Gaín Pañan e a Origem da Pupunheira
Gaín Pañan e a Origem da Pupunheira é um curta-metragem de animação tradicional em 35 mm com temática indígena brasileira, que narra a lenda da origem da pupunheira —  árvore nativa da Floresta Amazônica, segundo a mitologia dos Desana. Os personagens e cenários foram baseados em desenhos do artista indígena Feliciano Lana, reunidos em sua aldeia no noroeste do Amazonas em uma pesquisa realizada pela antropóloga Berta Ribeiro.
O projeto do filme foi iniciado em maio de 1994, e elaborado para fazer parte de uma série de desenhos animados baseados nas lendas que foram publicadas em um livro escrito por índígenas da etnia desana, sendo realizado posteriormente pelo Laboratório de Animação da UFRJ —  contando inicialmente com uma equipe de oito pessoas e cerca de 30 colaboradores na etapa final de produção. O evento do seu lançamento foi realizado em outubro de 1995 no auditório da Escola de Comunicação da UFRJ, juntamente com a exposição relativa ao projeto de produção do filme. Assim sendo, o curta é considerado a primeira produção em animação de caráter essencialmente etnográfico realizada no Brasil por uma universidade pública, a Universidade Federal do Rio de Janeiro (UFRJ).

## Antecedentes

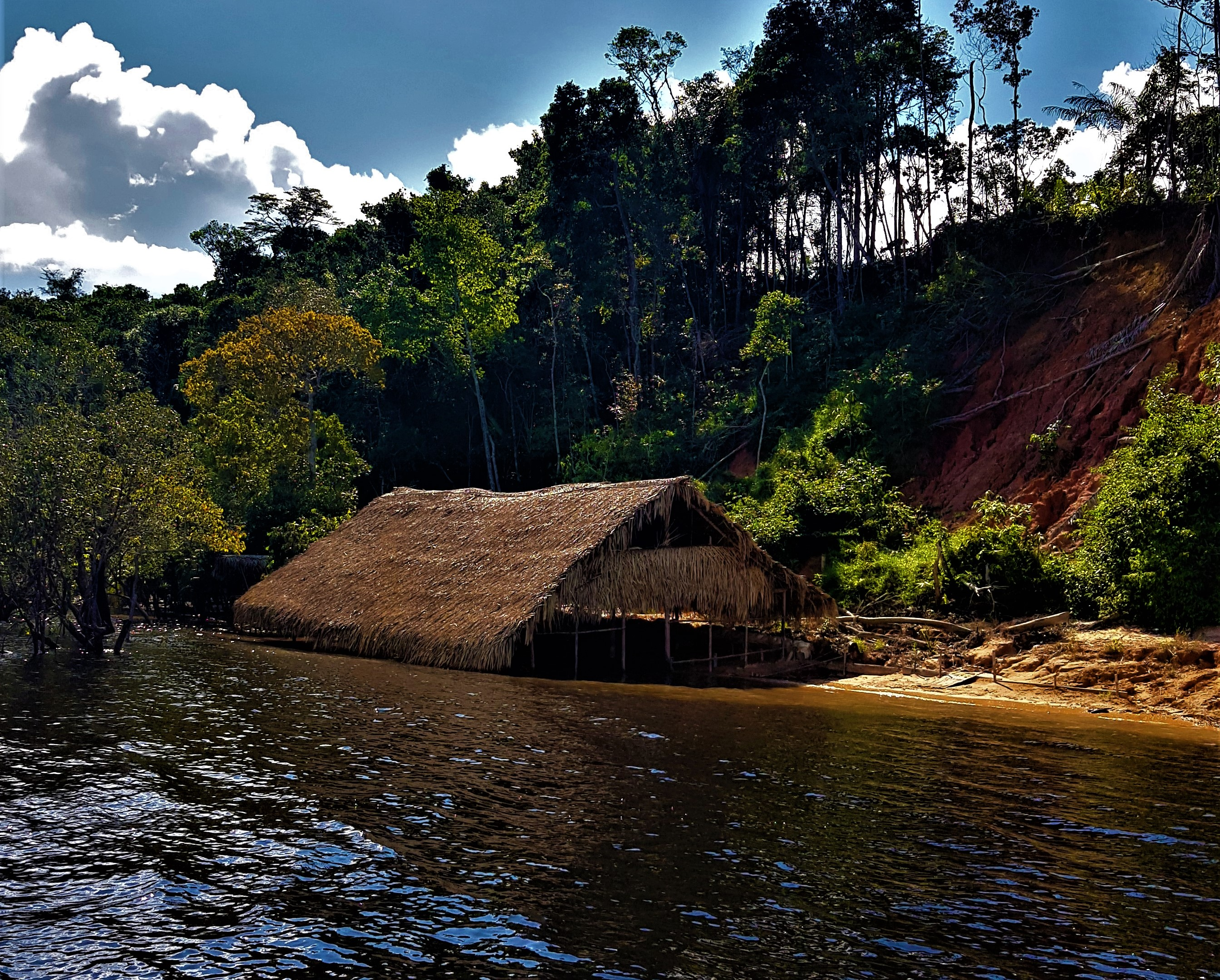
Maloca desana nas margens do rio Negro.

Durante um trabalho de campo, realizado em 1978 para estudar o trançado indígena na região do Alto Rio Negro, a antropóloga Berta Gleizer Ribeiro foi apresentada a Luiz Gomes Lana, membro do povo Desana, e soube do seu interesse em produzir uma publicação com os mitos narrados por seu pai, Firmiano Arantes Lana, para que esse conhecimento não fosse esquecido. Assim, Berta Ribeiro trabalhou nessa comunidade com Luiz Lana e seu pai, contribuindo para a elaboração de um livro de narrativas.
Dois anos depois, em 1980, seria lançado oficialmente o primeiro livro de autoria indígena no Brasil — e que seria referência para outros autores indígenas —, Antes o Mundo Não Existia, de Umusĩ Pãrõkumu (Firmiano Arantes Lana) e Tõrãmʉ̃ Kẽhíri (Luiz Gomes Lana).
Já em 1994, Berta Ribeiro participou da formulação conceitual de um projeto de curtas de animação que seriam integrantes de uma trilogia chamada Mito e Morte no Amazonas, baseada em mitos da etnia Desana. A série seria composta pelos filmes: Gaín Pañan e a Origem da Pupunheira, Bali Bó e O Começo Antes do Começo. Dos três, apenas o primeiro foi concretizado.

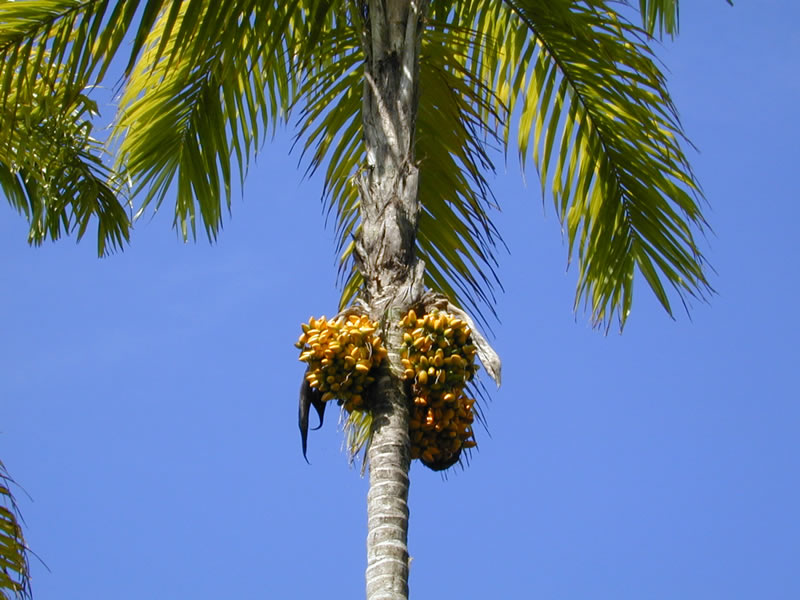
A pupunheira é uma palmeira da Amazônia.

A animação foi baseada em Gãĩpayã e a Origem da Pupunha, descrita segundo a mitologia desana no livro Antes o Mundo Não Existia, que consiste na saga de um indígena que traz do mundo invisível dos peixes a pupunheira, árvore da Floresta Amazônica e uma lenda do Alto Rio Negro. O filme foi roteirizado a partir da pesquisa antropológica de Berta Ribeiro e teve sua concepção estética, dos personagens aos cenários, inspirada em 47 desenhos do artista indígena Feliciano Lana — primo de Luiz Lana —, e que faleceu em 2020 aos 83 anos, vítima da Covid-19.

## Sinopse
O curta Gaín Pañan e a Origem da Pupunheira, que relata em forma de animação,
(...) [um] mito do povo Desana do alto rio Negro, trata da saga de Gaín Pañan, o ancestral antropomorfizado dos periquitos, e da origem da pupunheira (Bactris Gasipaes) trazida por Gaín do mundo invisível dos peixes, o qual tinha como [oponente], chefe Pinlún — a grande cobra do rio. Gaín enfrentou uma série de desafios até plantar a pupunha no mundo visível dos homens. Pinlún, seu sogro, era o maior deles. Munú nomé (mulher piranha), behpe (aranha pajé) e o peixe iaká percebendo o seu sofrimento resolveram ir em seu socorro...— Cinemateca Brasileira

## Produção

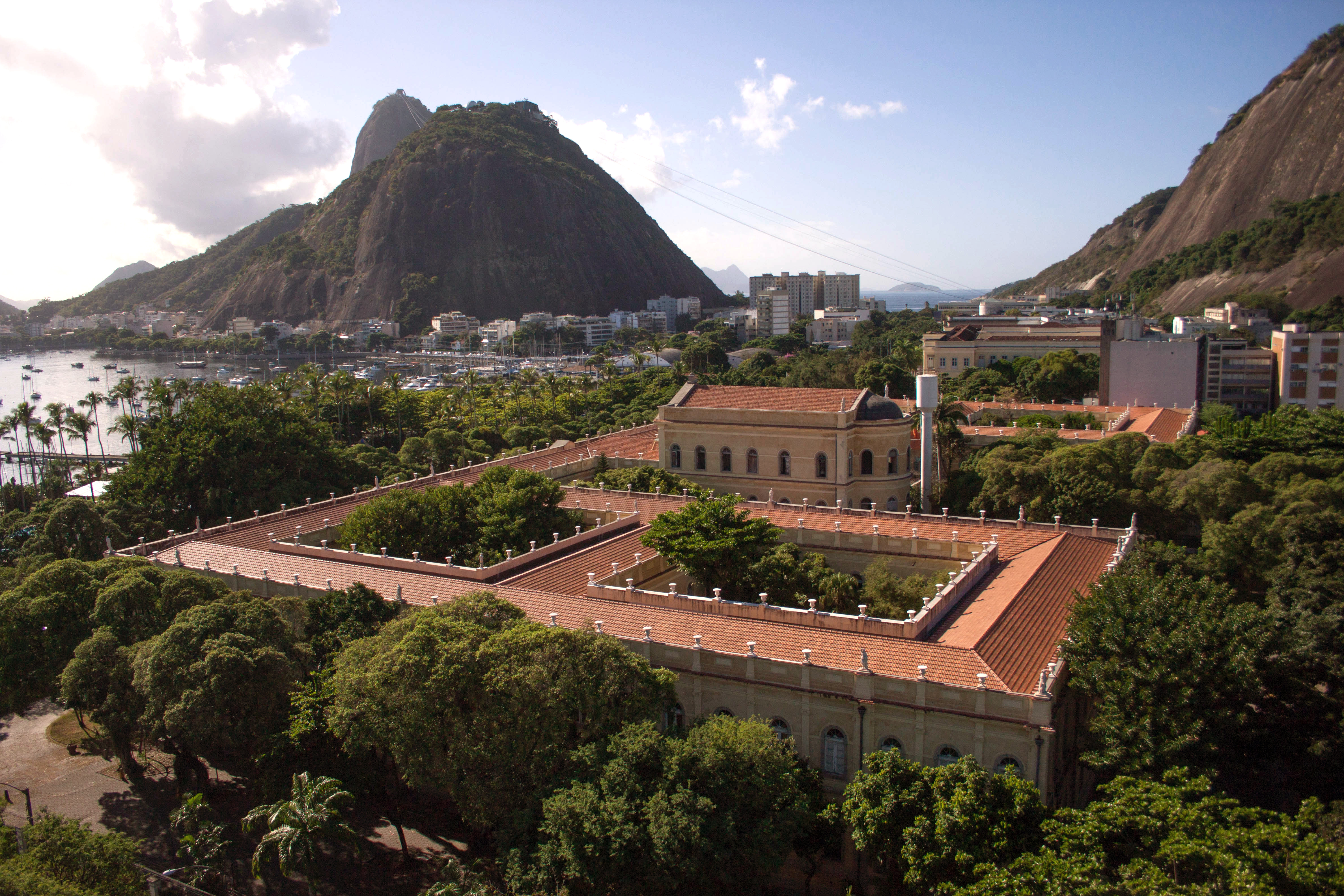
Palácio Universitário da UFRJ (campus da Praia Vermelha), com o Pão de Açúcar e o Morro da Urca ao fundo.

A Escola de Comunicação (ECO) e o Centro de Filosofia e Ciências Humanas (CFCH) da UFRJ, concederam apoio à produção do curta de animação. O projeto foi financiado pela EMBRATEL, através de convênio firmado com a Fundação Universitária José Bonifácio (FUJB), que também apoiou a viabilização dos eventos correlatos — o lançamento do filme, exposição e a preparação do making off. O trabalho de filmagem e finalização ficou a cargo do coprodutor, o Centro Técnico Audiovisual (CTAv/FUNARTE). 
Coordenado na época pelo professor Luiz Fernando Perazzo, o antigo Laboratório de Animação da Central de Produção Multimídia (CPM) da Escola de Comunicação da Universidade Federal do Rio de Janeiro (ECO/UFRJ) produziu o filme — com a participação efetiva de professores, alunos de graduação e de animadores contratados em todas as fases do planejamento e desenvolvimento do projeto da animação, que consistiu também o storyboard, montagem das cenas, criação das cores das tintas para pintura e a sonorização.
Foram feitas duas versões da película: uma, narrada em português pelo radialista Fernando Mansur (apresentada com legendas em inglês e em francês) e outra, narrada na língua desana pelo líder indígena Álvaro Tukano (com legendas em português e em inglês).
O curta de animação foi elaborado na técnica de acetato, com duração de 9 minutos e 36 segundos. A equipe de animadores e artefinalistas produziu e artefinalizou — do traço, xerox, limpeza, pintura e conferência dos originais — o montante de 3800 desenhos e 64 cenários, distribuídos entre 108 planos. A produção total do projeto, da concepção à finalização, durou cerca de um ano e três meses de trabalho.

## Trilha sonora

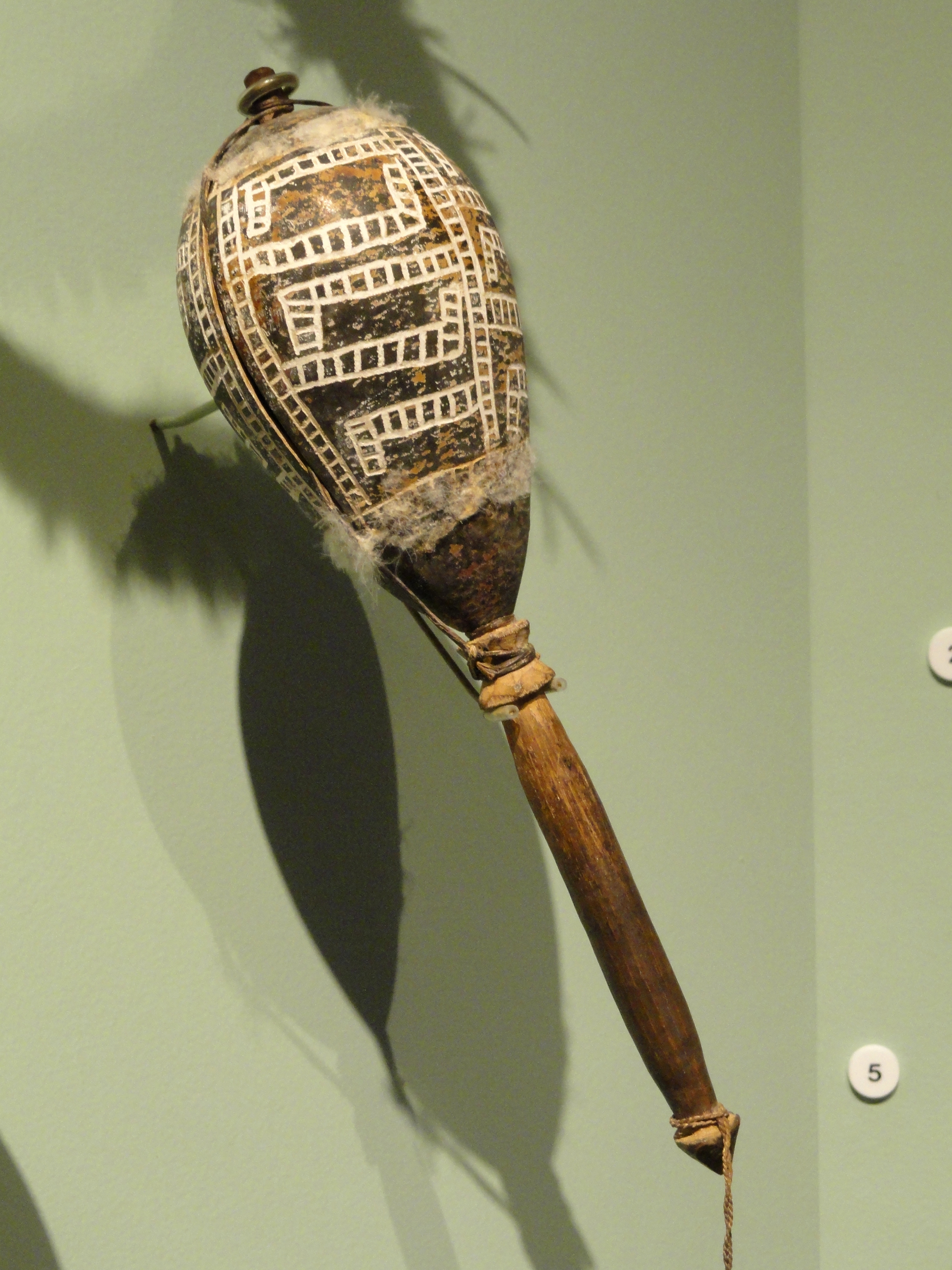
Maraca desana feita com cabaça e penas de arara.

A pesquisa da sonoridade musical desana e a direção musical do curta ficaram a cargo da musicista Tina Pereira, falecida em 2008, que ministrou workshops com a equipe de animação para a construção artesanal dos instrumentos musicais — feitos de materiais reutilizados/recicláveis e utilizados exclusivamente no projeto — como também realizou ensaios técnicos para a criação conjunta da composição musical e dos ruídos do filme.
A trilha sonora e a sonoplastia foram executadas e gravadas, posteriormente, em um estúdio profissional por componentes da equipe de animadores.

## Mostras e festivais
O filme foi apresentado nos seguintes eventos:
- Festival de Brasília do Cinema Brasileiro (1995).[20]
- Anima Mundi (1996).[21][17]
- Mostra Cineastas de Escola (1996), no Cine Arte UFF.[22]
- Visões da Amazônia: Mostra de Cinema e Vídeo (1999), no Centro Cultural Banco do Brasil (CCBB RJ).[10]

## Audiovisual

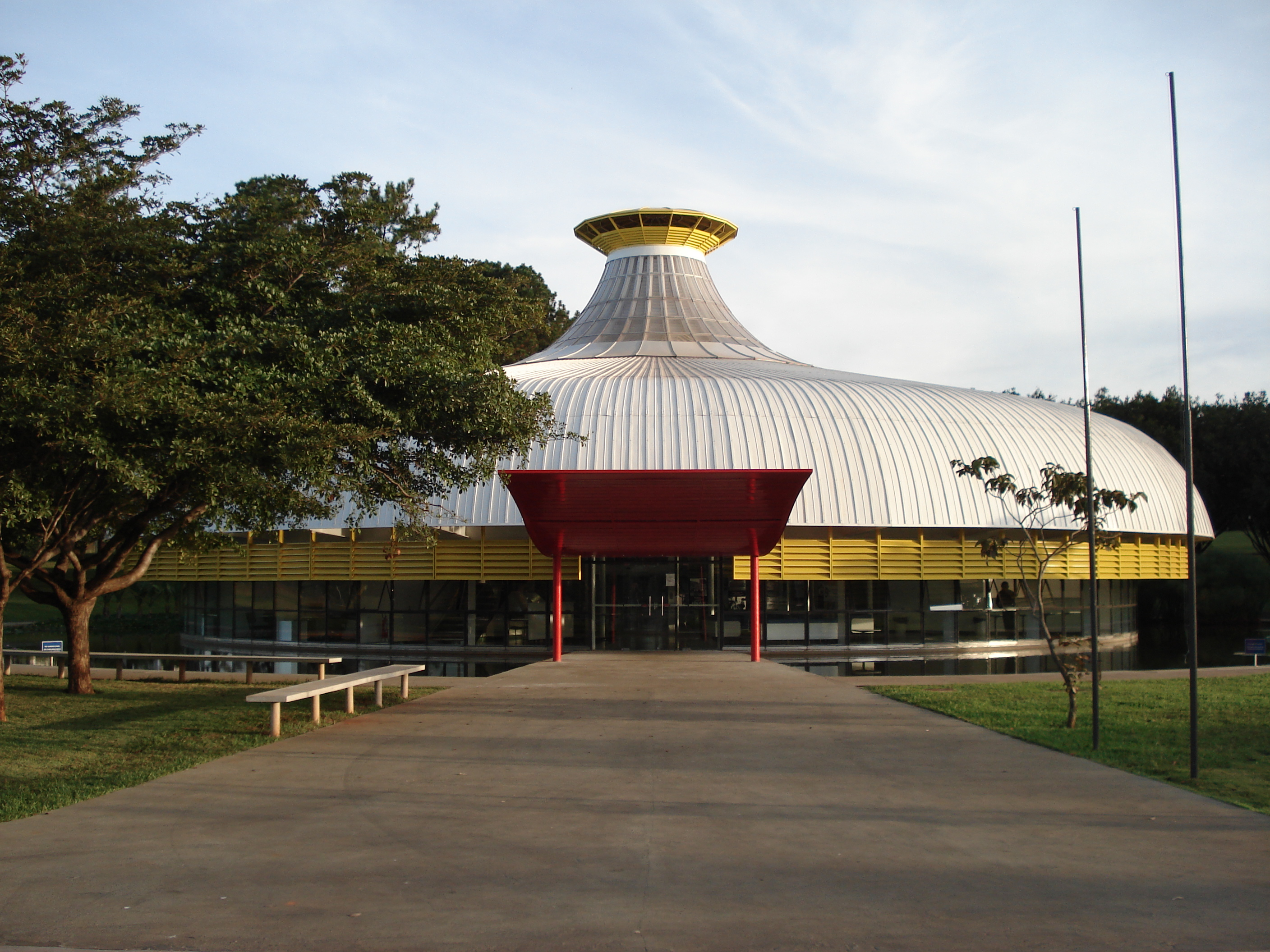
Memorial Darcy Ribeiro (Beijódromo)

O curta de animação encontra-se sob salvaguarda de acervo — no formato de fita VHS — nas seguintes instituições:
- Memorial Darcy Ribeiro (Beijódromo), na Universidade de Brasília, Distrito Federal.[23][24]
- Casa de Oswaldo Cruz (COC): Acervo bibliográfico, na Fundação Oswaldo Cruz (FIOCRUZ), Rio de Janeiro.[10][25]
- BFI National Archive, do British Film Institute (BFI), Reino Unido.[26]

## Créditos e equipe
Segundo as informações contidas no folheto do Laboratório de Animação CPM/ECO/UFRJ relativo ao filme, os créditos e a equipe técnica foram os seguintes:
- Direção, Produção Executiva e Roteiro Adaptado para Animação: Luiz Fernando Perazzo.
- Argumento e Roteiro Original: Lúcia Ferreira Reis.
- Montagem: Amauri Alves.
- Cenários: Edson dos Santos.
- Direção de Fotografia: Marcelo Marsillac.
- Assistente de Direção: Leonardo Boechat.
- Direção Musical: Tina Pereira.
- Narração:

Português: Fernando Mansur.
Desana: Álvaro Tukano.
- Animadores e Artefinalistas: Aline Coelho, Eduardo Bordoni, Ivana Grebs, Leonardo Boechat, Manuel Magalhães, Otávio Leborato Guerra, Patrícia Amorim, Paula Corrêa, Renan de Moraes e Renata Quevedo.
- Artefinalistas: André Lacaz, Aline Girão, Andrea Durso, Andréia Brunstein, Cláudia Bezerra, Cristiane Azevedo, Edson dos Santos, Eva Sacramento, Fabiane Mandarino, Francisco das Chagas Barbosa da Costa, Jerry dos Santos Silva, José Roberto Machado, Luiz Fernando Perazzo, Marcela Boechat, Marcelo Veiga Penna, Maria Lúcia Pêgo, Marina Pantoja Boechat, Mary Braga, Moana Mavall, Regina Tavares Pereira, Sérgio Campante e Tatiana Teixeira.
- Música e Sonoplastia: Aline Coelho, Aline Girão, Andrea Durso, Andréia Brunstein, Leonardo Boechat, Luiz Fernando Perazzo, Manoel Magalhães, Marcela Boechat, Marcelo Veiga Penna, Marina Pantoja Boechat, Patrícia Amorim, Paula Corrêa, Regina Tavares Pereira, Renata Quevedo, Sérgio Campante e Tina Pereira.
- Roteiro e Direção do Making off: Ronaldo German.
- Truca: Ana Rita Nemer, Joaquim Eufrasino, Marcelo Marsillac e Sérgio Arena.
- Mixagem: Roberto Leite.
- Trancrição Magnética: Júlio Amaro e Gilson Rodrigues.
- Sala de Máquinas: Jorge Nascimento.